# U Air
Uair (ou U Air) est une compagnie aérienne de l'Uruguay, spécialisée dans les bas coûts (low cost).
Elle dessert notamment :
en Argentine : 
Buenos Aires | Rosario | Córdoba | Mendoza
au Brésil :
Curitiba | Porto Alegre | São Paulo | Florianópolis
en Uruguay :
Montevideo | Punta del Este